# مونته‌زانو سولا مارچلانا
مونته‌زانو سولا مارچلانا (به ایتالیایی: Montesano sulla Marcellana) یک کومونه در ایتالیا است که در استان سالرنو واقع شده‌است. مونته‌زانو سولا مارچلانا ۱۰۹ کیلومترمربع مساحت و ۶٬۷۸۱ نفر جمعیت دارد و ۸۵۰ متر بالاتر از سطح دریا واقع شده.

## خواهرخوانده
شهر وییا مرسدس خواهرخواندهٔ مونته‌زانو سولا مارچلانا هست.